# Округ Хичкок (Небраска)
Округ Хичкок (енгл. Hitchcock County) је округ у америчкој савезној држави Небраска.

## Демографија
По попису из 2010. године број становника је 2.908, што је 203 (-6,5%) становника мање него 2000. године.
| Група             | 2000.         | 2010.         |
| Белци             | 3.031 (97,4%) | 2.820 (97,0%) |
| Афроамериканци    | 3 (0,1%)      | 7 (0,2%)      |
| Азијати           | 4 (0,1%)      | 3 (0,1%)      |
| Хиспаноамериканци | 44 (1,4%)     | 42 (1,4%)     |
| Укупно            | 3.111         | 2.908         |